# Ningyuansaurus
Ningyuansaurus is een geslacht van plantenetende theropode dinosauriërs, behorend tot de groep van de Maniraptora, dat tijdens het vroege Krijt leefde in het gebied van het huidige China. De enige benoemde soort is Ningyuansaurus wangi.

## Vondst en naamgeving
De typesoort Ningyuansaurus wangi werd in 2012 benoemd en kort beschreven door Ji Qiang, Lü Junchang, Wei Xuefang, en Wang Xuri. De geslachtsnaam verwijst naar de stad Ningyuan in Liaoning.
Het fossiel is gevonden bij het dorp Xiaosanjiazi in een laag van de Yixianformatie die dateert van het Barremien-Aptien, ongeveer 125 miljoen jaar oud. Het bestaat uit een vrijwel volledig en in verband liggend skelet met schedel en onderkaken, platgedrukt op een enkele plaat. De schedel is nogal beschadigd. Resten van het verenkleed en de maaginhoud zijn bewaard gebleven. Het specimen is nog niet in een museumcollectie ondergebracht en ontbeert dus vooralsnog een inventarisnummer. Het voornemen bestaat het tentoon te stellen in het Confuciusornismuseum van Xingcheng.

## Beschrijving
Ningyuansaurus is een kleine oviraptorosauriër met een lengte van ongeveer een meter. Het dier onderscheidt zich van zijn verwanten door een meer langwerpige kop die nog tanden bezit. Er staan vier tanden in de praemaxilla, zes in het bovenkaaksbeen en veertien in de onderkaak voor een totaal van achtenveertig. De tanden zijn zwak ontwikkeld, staan nauw op elkaar en ontberen vertandingen. De wervels hebben geen pneumatische foramina. De staart is niet extreem verkort met driemaal de lengte van het dijbeen en heeft geen pygostyle: de laatste staartwervels zijn niet vergroeid. Er zijn tweeëntwintig staartwervels. De wervellichamen van de voorste staartwervels hebben een rechthoekige doorsnede. De middelste staartwervels zijn verlengd.
Het schouderblad is iets langer dan het opperarmbeen; alleen het bovenste uiteinde ervan is iets verwijd. Het ravenbeksbeen heeft een basale vorm. De voorpoten zijn relatief kort maar hebben grote en gekromde handklauwen. De klauwen hebben goed ontwikkelde aanhechtingspunten voor de pezen van de krommende spieren. Het darmbeen is vrij kort en het voorblad en achterblad ervan zijn ongeveer even lang. Beide bladen lopen sikkelvormig uit met een afhangende punt. De schaambeenderen zijn te slecht bewaard gebleven om veel detail te tonen. Het zitbeen is zeer kort met midden op de voorste schacht een processus obturatorius; de bovenkant toont geen enkel uitsteeksel. De achterpoten zijn relatief lang waarbij het dijbeen langer is dan het darmbeen. Onderbeen en voet zijn relatief nog langer. Het sprongbeen heeft een hoge opgaande tak, een processus ascendens die de onderste voorkant van het scheenbeen overgroeit. Het tweede middenvoetsbeen heeft slechts 90% van de lengte van de andere twee dragende middenvoetsbeenderen.

## Fylogenie
Ningyuansaurus is door de beschrijvers in de Oviraptorosauria geplaatst. Het zou daarin het meest basale bekende lid zijn, zoals zou blijken uit de langwerpige schedel en het bezit van meer tanden dan enige andere bekende oviraptorosauriër.

## Levenswijze
In de maag zijn plantenzaden aangetroffen, een direct bewijs dat Ningyuansaurus een zadeneter was. Een dergelijke levenswijze is vaker voor de oviraptorosauriërs aangenomen maar op grond van indirecte aanwijzingen.